# Juan Manuel Fangio II
Juan Manuel Fangio II (ur. 19 września 1956 w San José de Balcarce) – argentyński kierowca wyścigowy. Bratanek byłego mistrza świata Formuły 1 – Juana Manuela Fangio.

## Kariera
Fangio rozpoczął karierę w międzynarodowych wyścigach samochodowych w 1980 roku od startów w Argentyńskiej Formule Renault, gdzie czterokrotnie stawał na podium. Z dorobkiem 23 punktów uplasował się na czwartej pozycji w klasyfikacji generalnej. W późniejszych latach pojawiał się także w stawce Codasur F2, IMSA Camel GT Championship, Europejskiej Formuły 3, Włoskiej Formuły 3, Can-Am, Formuły 3000, IMSA Camel GTO, American Racing Series, Barber Saab Pro Series, World Touring Car Championship, Południowoamerykańskiej Formuły 3, IMSA Camel GTP Championship, 24-godzinnego wyścigu Le Mans, Bathurst 12 Hour Race, International Race of Champions, IndyCar World Series, Champ Car World Series, South American Supertouring Championship, American Le Mans Series oraz Top Race V6 Argentina.
W Formule 3000 Argentyńczyk wystartował w siedmiu wyścigach sezonu 1985 z włoską ekipą Corbari Italia. Z dorobkiem jednego punktu uplasował się na szesnastej pozycji w końcowej klasyfikacji kierowców.